# Ювентус (стадион)
«Альянц Стадиум» (итал. Allianz Stadium, также Juventus Stadium и lo Stadium) — футбольный стадион в Турине, домашняя арена клуба «Ювентус». Стадион открыт 8 сентября 2011 года и вмещает 41 000 зрителей. Стадион был построен на месте «Делле Альпи», бывшего домашнего стадиона «Ювентуса» и «Торино».

## Общие сведения
По окончании демонтажа «Делле Альпи», участок был передан строительной компании «ATI», которая с июня 2009 года начала работу по возведению нового стадиона. Во время строительства «Ювентус» проводил домашние матчи на Олимпийском стадионе. 8 сентября 2011 года состоялось торжественное открытие стадиона.

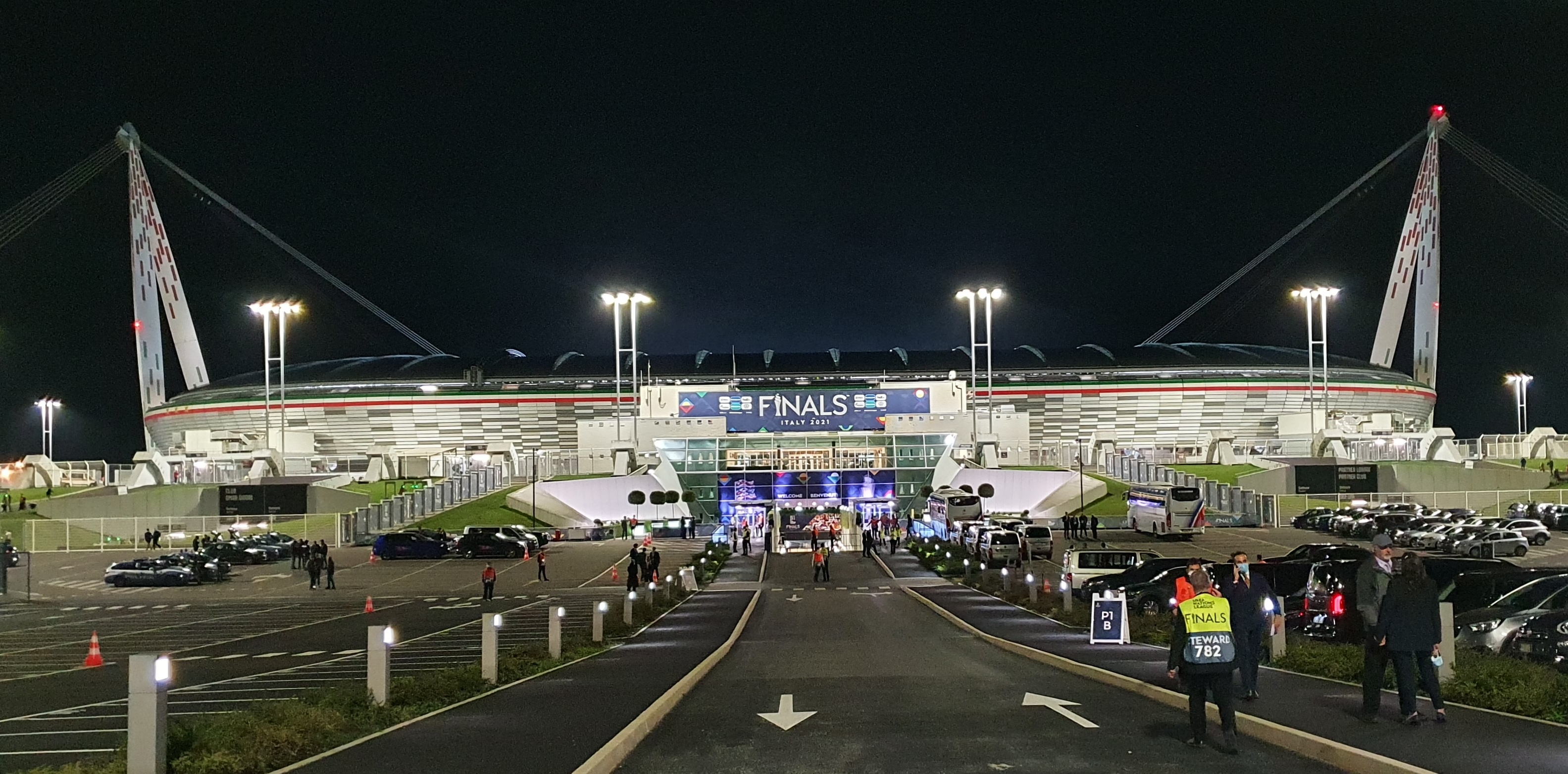
Общий вид

Стадион вмещает 41 000 зрителей. При проектировке были учтены все современные меры безопасности. Доступ на трибуны осуществляется через четыре входа, расположенных по углам арены. Именно здесь проверяются билеты на матч, поэтому условия безопасности на подходах к арене очень высоки. Также построены необходимые подъезды для нормального функционирования средств быстрого реагирования, таких как скорая медицинская помощь. На каждом секторе находится 16 различных путей к сиденьям.
В случае экстренных ситуаций, полный стадион сможет освободиться за 4 минуты.
Проект стадиона включал в себя также перестройку всей подземной части «Делле Альпи». При проектировании, первым делом учитывались интересы футболистов и персонала: подъезд к стадиону, раздевалки, зоны отдыха, туннели выхода на поле.
Дизайн стадиона выполнен в строгом стиле, которым всегда отличался клуб. Арена покрыта специальной прозрачной конструкцией, которая была испытана в аэродинамической трубе. Её главной функцией является улучшение вида поля с трибун в течение дня, ночью же она будет гарантировать присутствие достаточного количества света для восстановления газона. Главной «визитной карточкой» стадиона стали две опоры, выполненные в форме буквы «Л» и выкрашенные в цвета итальянского флага.
В 2008 году совет директоров «Ювентуса» подписал со «Sportfive» договор, по которому данная компания обязалась принять участие в строительстве, и взять на себя обязательства по оплате части будущих строительных работ. Взамен «SportFive» получает исключительные права на продажу названия будущего стадиона туринского клуба. Также компания получает права на определенное количество рекламных щитов и вип-трибун на стадионе. Длительность договора составляет 12 лет с момента открытия стадиона (с 2011 по 2023 год).
1 июня 2017 года «Ювентус» объявил о достижении договорённости с немецкой страховой компанией «Allianz» о приобретении последней прав на название туринского стадиона с 1 июля 2017 года до 30 июня 2023 года. Стадион получил название «Альянц Стадиум».
29 мая 2025 года около стадиона установлен монумент «Verso altrove» в память о погибших на стадионе «Эйзель» 29 мая 1985 года. На церемония открытия присутствовали капитан сборной Италии и Ювентуса Джорджо Кьеллини и нападающий «Ливерпуля» и «Ювентуса» Иан Раш.

## Детали
- Вместимость: 41 000
- Стоянка: 4 000 парковочных мест
- Общая площадь инфраструктуры: 355 000 квадратных метров
- Внутренняя поверхность стадиона: 45 000 квадратных метров
- Служебные помещения: 155 000 квадратных метров
- Коммерческие помещения: 34 000 квадратных метров
- Зеленые зоны: 30 000 квадратных метров

## Матчи на стадионе
- Финал Лиги Европы УЕФА: 2014[7]